# Đường Nguyễn Văn Linh, Thành phố Hồ Chí Minh
Đường Nguyễn Văn Linh, tên gọi trước đây là đường Bắc Nhà Bè – Nam Bình Chánh, là một tuyến đường trục kết nối Quận 7 và huyện Bình Chánh ở phía nam Thành phố Hồ Chí Minh. Một phần của con đường này thuộc đường vành đai 2 Thành phố Hồ Chí Minh.
Đại lộ có tổng chiều dài 17,8 km, nối từ đường Huỳnh Tấn Phát, Quận 7 đến Quốc lộ 1 (đoạn đi qua Bình Chánh), kết nối với đường dẫn cao tốc Thành phố HCM - Trung Lương.
Đại lộ được quy hoạch lộ giới 60–120 m, gồm 10 làn xe, 10 cây cầu, với tổng kinh phí đầu tư khoảng 100 triệu USD. Đây là công trình hạ tầng lớn nhất và có ý nghĩa quan trọng nhất mà Công ty Liên doanh Phú Mỹ Hưng thực hiện.
Đây là công trình hạ tầng đô thị tầm vóc của Việt Nam và nó đã được đặt tên cố Tổng bí thư Đảng Cộng sản Việt Nam Nguyễn Văn Linh vào năm 2000.
Đại lộ Nguyễn Văn Linh được xem là tuyến đường huyết mạch có ý nghĩa đối với sự phát triển kinh tế cho khu vực phía Nam thành phố Hồ Chí Minh, kết nối với những công trình trọng điểm như: Khu chế xuất Tân Thuận, Khu đô thị Phú Mỹ Hưng, Nhà máy điện Hiệp Phước, Khu công nghiệp Hiệp Phước, Khu đô thị cảng Hiệp Phước, Cảng Hiệp Phước, Cầu Phú Mỹ và Khu đô thị mới Thủ Thiêm.

## Thông tin tuyến đường
Nút giao Huỳnh Tấn Phát - Nguyễn Thị Thập: 10 làn xe
Nút giao Nguyễn Thị Thập - cầu Ông Lớn: 14 làn xe
Cầu Ông Lớn - Quốc lộ 1: 10 làn xe

## Thông tin về cầu
- Cầu Thầy Tiêu: 14 làn xe
- Cầu Tư Dinh: 14 làn xe
- Cầu Ông Lớn: 10 làn xe
- Cầu Ông Bé: 10 làn xe
- Cầu Xóm Củi: 10 làn xe
- Cầu Rạch Ngang: 10 làn xe
- Cầu Bà Lớn: 10 làn xe
- Cầu Sập: 10 làn xe
- Cầu Mã Voi: 10 làn xe
- Cầu Cần Giuộc: 10 làn xe

## Thông tin về cầu vượt, hầm chui
Hầm Chui dẫn lên Cầu Phú Mỹ: 2 làn xe
Cầu vượt đường Nguyễn Văn Linh: 4 làn xe
Hầm chui vượt nút giao Nguyễn Hữu Thọ: 6 làn xe
Cầu vượt nút giao Bình Thuận: 4 làn xe (dọc theo Quốc lộ 1)